# Liste der Monuments historiques in Sompuis
Die Liste der Monuments historiques in Sompuis führt die Monuments historiques in der französischen Gemeinde Sompuis auf.

## Liste der Immobilien
| Bezeichnung     | Beschreibung    | Standort                      | Kennzeichnung | Schutzstatus | Datum | Bild           |
| --------------- | --------------- | ----------------------------- | ------------- | ------------ | ----- | -------------- |
| Kirche St-André | Rue de l’Église | ab dem 13. Jahrhundert (Lage) | PA00078863    | Classé       | 1932  | weitere Bilder |

## Liste der Objekte
| Bezeichnung                      | Beschreibung          | Standort                      | Kennzeichnung | Schutzstatus | Datum | Bild |
| -------------------------------- | --------------------- | ----------------------------- | ------------- | ------------ | ----- | ---- |
| Skulptur Heiliger Rochus         | Holz, 18. Jahrhundert | in der Kirche St-André (Lage) | PM51003479    | Inscrit      | 2003  |      |
| Skulptur eines heiligen Bischofs | Holz, 18. Jahrhundert | in der Kirche St-André (Lage) | PM51002367    | Inscrit      | 1975  |      |
| Skulptur Heilige Genoveva        | Holz, 18. Jahrhundert | in der Kirche St-André (Lage) | PM51002368    | Inscrit      | 1975  |      |
| Skulptur Johannes der Täufer     | Holz, 18. Jahrhundert | in der Kirche St-André (Lage) | PM51003478    | Inscrit      | 2003  |      |
| Skulptur Heiliger Andreas        | Holz, 18. Jahrhundert | in der Kirche St-André (Lage) | PM51002366    | Inscrit      | 1975  |      |
| Skulptur Petrus                  | Holz, 18. Jahrhundert | in der Kirche St-André (Lage) | PM51002365    | Inscrit      | 1975  |      |
| Adlerpult                        | Holz, 18. Jahrhundert | in der Kirche St-André (Lage) | PM51002369    | Inscrit      | 1975  |      |